# Aqaba
Aqaba, scris și Akaba, este un oraș din Iordania, pe coasta de nord-est a Mării Roșii, între Peninsula Sinai și Peninsula Arabică. Aqaba este cel mai mare oraș din Golful Aqaba, și unicul oraș iordanian de pe litoral.

## Geografie
Orașul se află în cel mai sudic punct al Iordaniei, pe Golful Aqaba, situat la vârful Mării Roșii. Locația sa strategică este demonstrată în faptul că se află la intersecția continentelor Asia și Africa, în timp ce se învecinează cu Israelul, Egiptul și Arabia Saudită.

## Clima
| Date climatice pentru Aqaba              | Date climatice pentru Aqaba | Date climatice pentru Aqaba | Date climatice pentru Aqaba | Date climatice pentru Aqaba | Date climatice pentru Aqaba | Date climatice pentru Aqaba | Date climatice pentru Aqaba | Date climatice pentru Aqaba | Date climatice pentru Aqaba | Date climatice pentru Aqaba | Date climatice pentru Aqaba | Date climatice pentru Aqaba | Date climatice pentru Aqaba |
| Luna                                     | Ian                         | Feb                         | Mar                         | Apr                         | Mai                         | Iun                         | Iul                         | Aug                         | Sep                         | Oct                         | Nov                         | Dec                         | Anual                       |
| ---------------------------------------- | --------------------------- | --------------------------- | --------------------------- | --------------------------- | --------------------------- | --------------------------- | --------------------------- | --------------------------- | --------------------------- | --------------------------- | --------------------------- | --------------------------- | --------------------------- |
| Maxima medie °C (°F)                     | 20.5 (68,9)                 | 22.2 (72)                   | 25.7 (78,3)                 | 30.7 (87,3)                 | 35.1 (95,2)                 | 38.4 (101,1)                | 39.4 (102,9)                | 39.1 (102,4)                | 36.4 (97,5)                 | 32.7 (90,9)                 | 27.0 (80,6)                 | 21.8 (71,2)                 | 30,75 (87,35)               |
| Minima medie °C (°F)                     | 8.9 (48)                    | 10.1 (50,2)                 | 12.9 (55,2)                 | 17.0 (62,6)                 | 20.7 (69,3)                 | 23.6 (74,5)                 | 25.1 (77,2)                 | 25.3 (77,5)                 | 23.3 (73,9)                 | 19.9 (67,8)                 | 14.9 (58,8)                 | 10.3 (50,5)                 | 17,67 (63,8)                |
| Precipitații mm (inches)                 | 4.9 (0.193)                 | 5.2 (0.205)                 | 4.6 (0.181)                 | 3.4 (0.134)                 | 1.0 (0.039)                 | 0 (0)                       | 0 (0)                       | 0 (0)                       | 0 (0)                       | 1.8 (0.071)                 | 3.0 (0.118)                 | 7.7 (0.303)                 | 31,6 (1,244)                |
| Nr. de zile cu precipitații              | 2.0                         | 1.4                         | 1.5                         | 0.8                         | 0.5                         | 0                           | 0                           | 0                           | 0                           | 0.6                         | 0.9                         | 1.9                         | 9,6                         |
| Sursă: World Meteorological Organization |                             |                             |                             |                             |                             |                             |                             |                             |                             |                             |                             |                             |                             |

## Administrația locală
În august 2000, a fost înființată Autoritatea Zonei Economice Speciale Aqaba (ASEZA] care a acționat ca instituție statutară abilitată cu responsabilități administrative, fiscale, de reglementare și economice.

### Diviziuni administrative
Iordania este împărțită în 12 diviziuni administrative, fiecare numită Guvernorat. Guvernoratul Aqaba se împarte în 3 Districte, dintre care unele sunt împărțite în subdistricte și împărțite în continuare în sate.

## Galerie

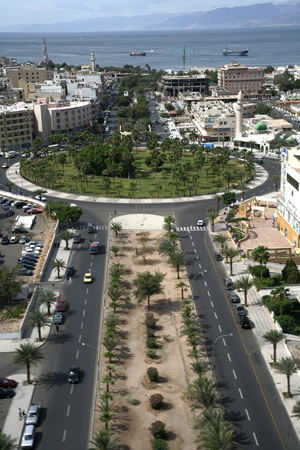
Vedere din Aqaba
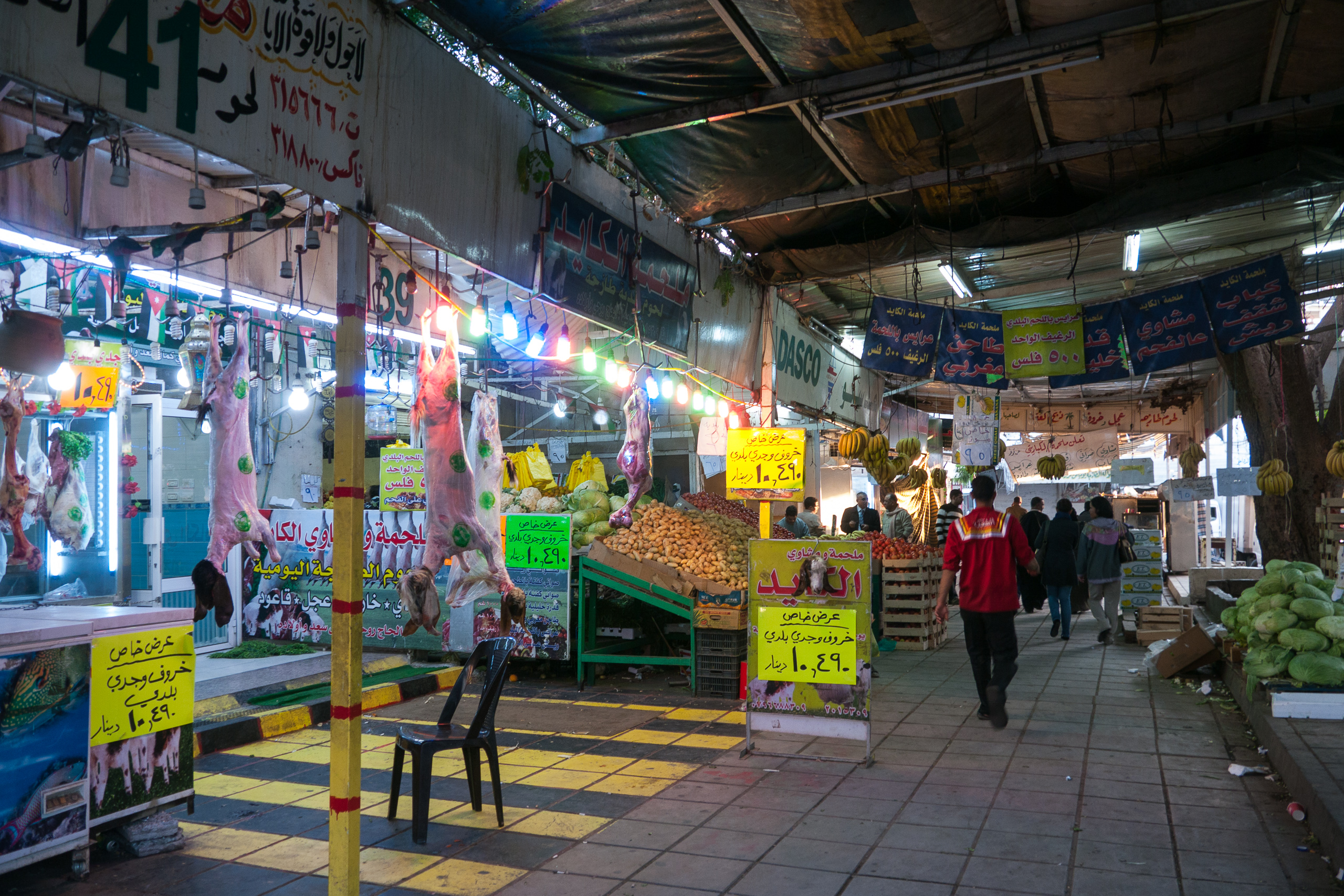
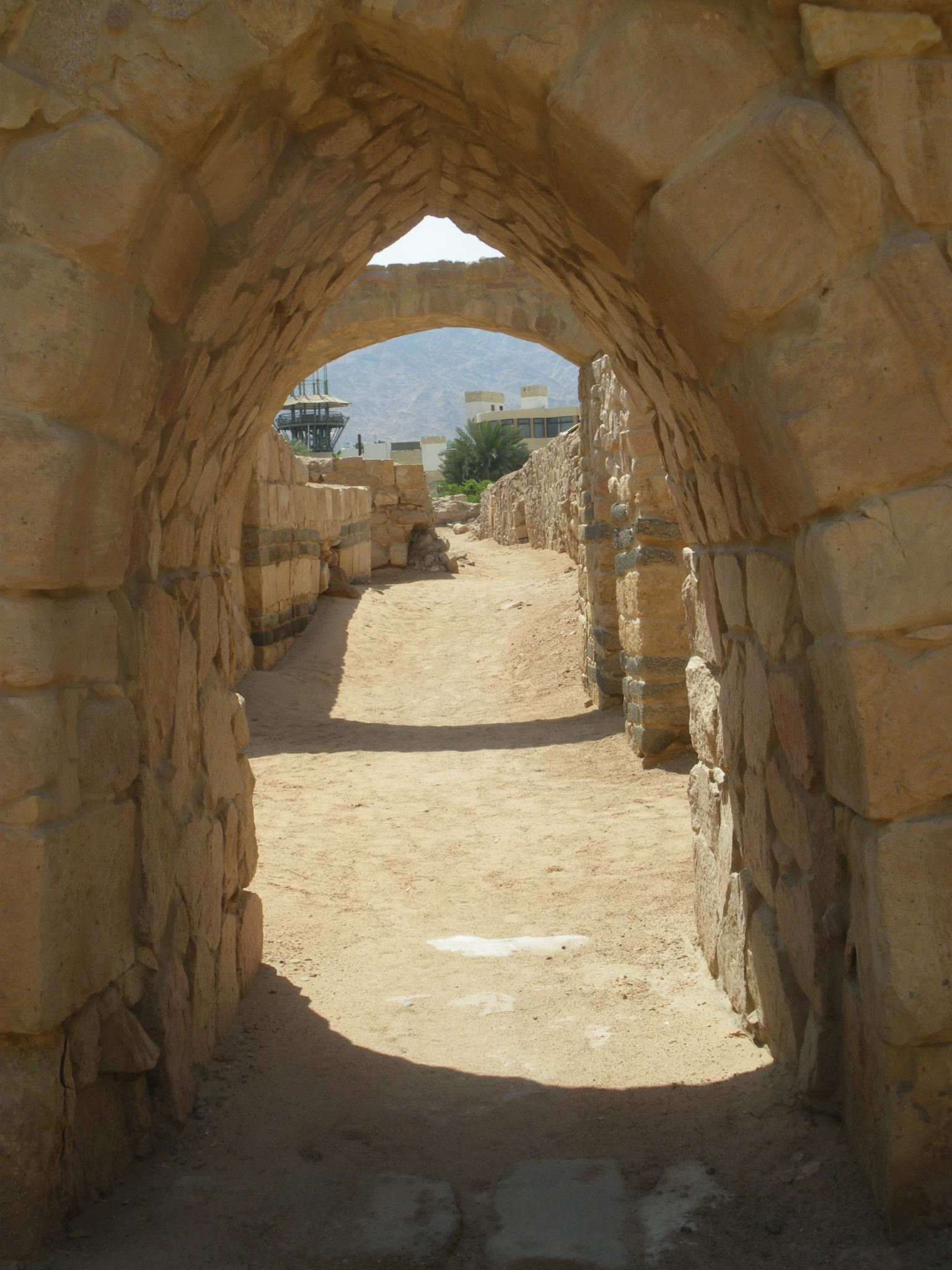
Poarta de Est a ruinelor din Ayla
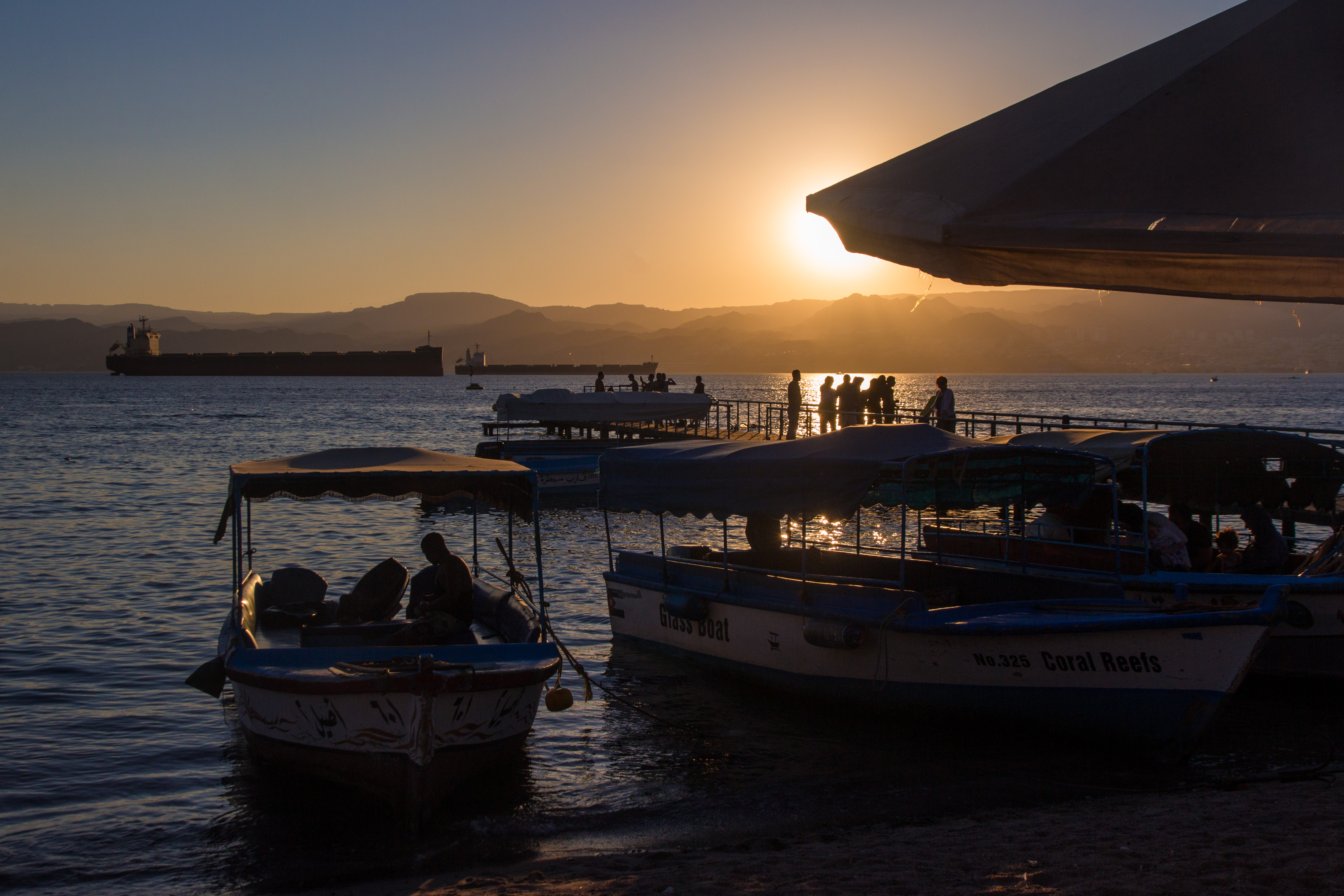
Apus
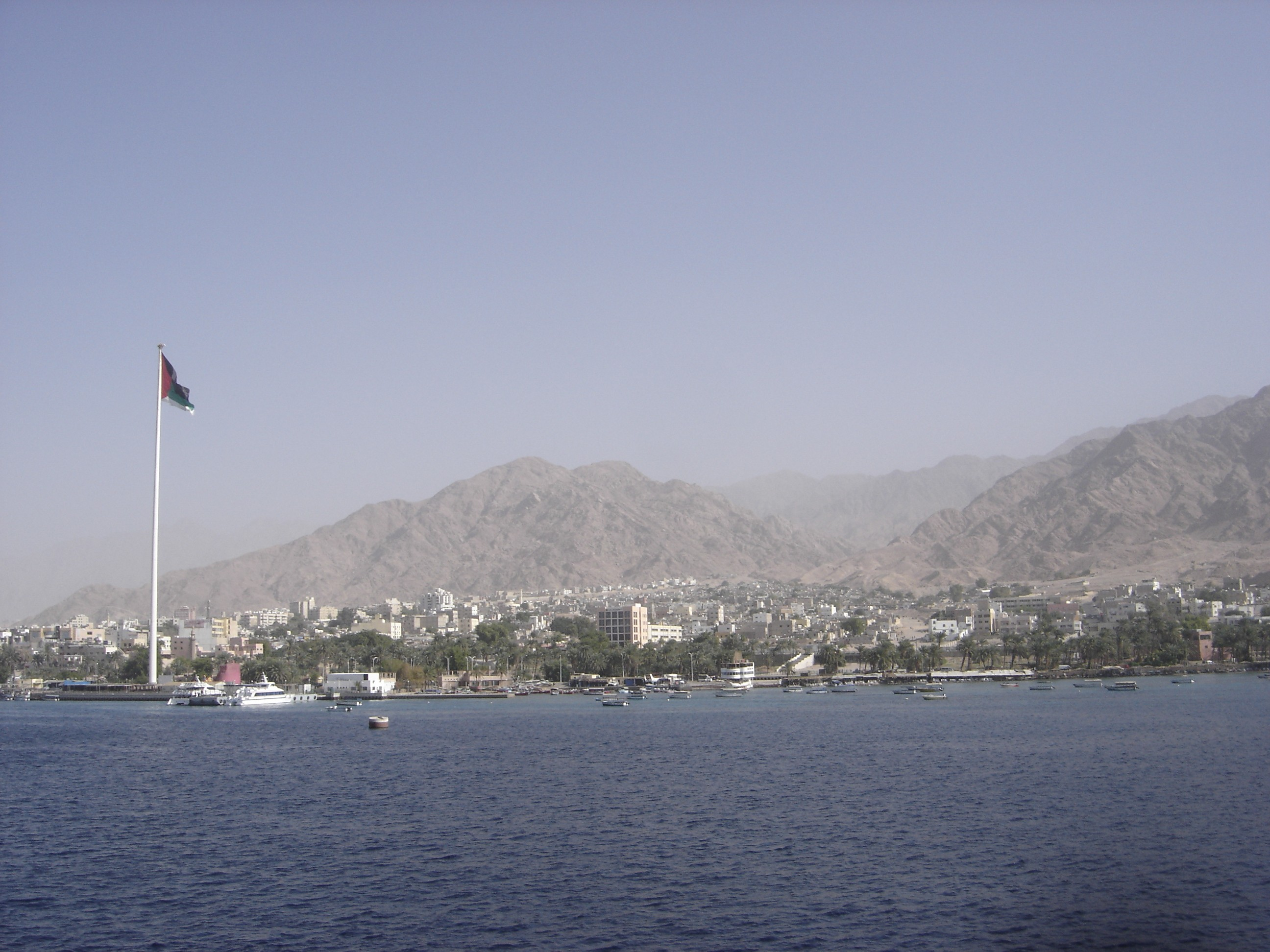
Vedere a orașului
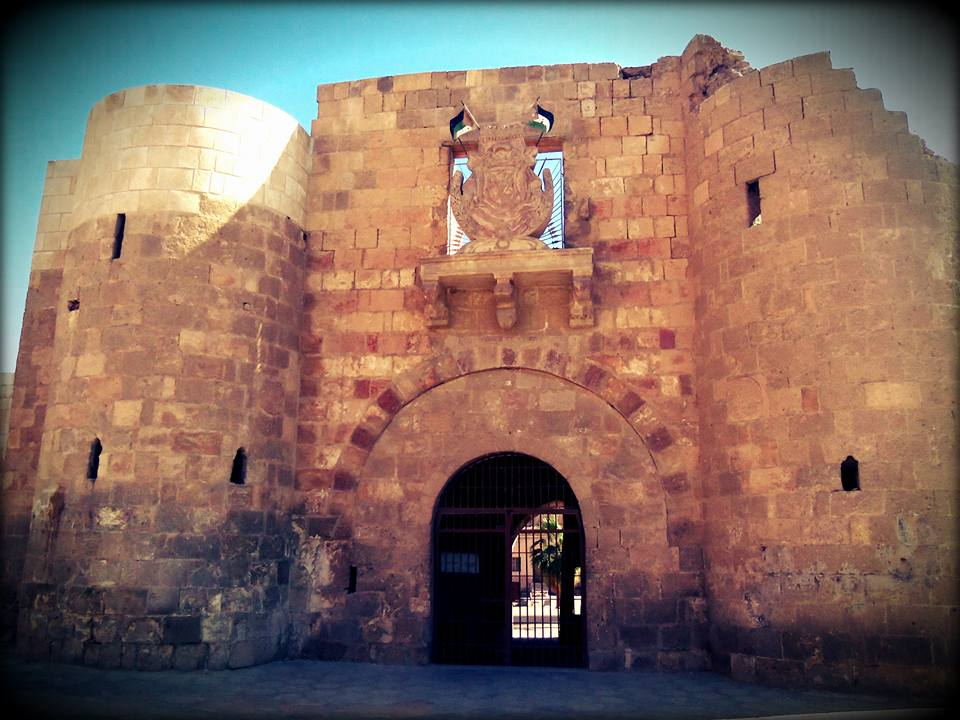